# Josef Turczyk
Josef Turczyk, polnisch Józef Turczyk, war ein deutsch-polnischer Fußballtorhüter.
Im Zweiten Weltkrieg war er für die deutsche Wehrmacht aktiv; nach dem Krieg spielte er als Torhüter bei GKS Katowice. Seine Tochter und sein Enkel wanderten 1985 als Aussiedler aus Polen aus und ließen sich in West-Berlin nieder. Sein Enkel Christoph Dabrowski (* 1978) war Fußballprofi und ist heute Fußballtrainer.